# Luca Cantineau
Luca Cantineau (10 maart 1994) is een Nederlands voetbalscheidsrechter. Hij is in dienst van de KNVB en leidt per seizoen 2018/19 voornamelijk wedstrijden in de Keuken Kampioen Divisie.
Op 10 mei 2018 werd bekend dat Cantineau samen met enkele andere scheidsrechters was gepromoveerd tot de Masterclass van het betaald voetbal. Vanaf dat moment kreeg Cantineau aanstellingen in de Eerste Divisie. Op vrijdag 5 oktober 2018 maakte hij zijn debuut in het betaalde voetbal bij de wedstrijd Jong Ajax - Telstar (3-0). Tijdens deze wedstrijd trok hij viermaal de gele kaart.